# Ibn Amira
Pour les articles homonymes, voir Amira.

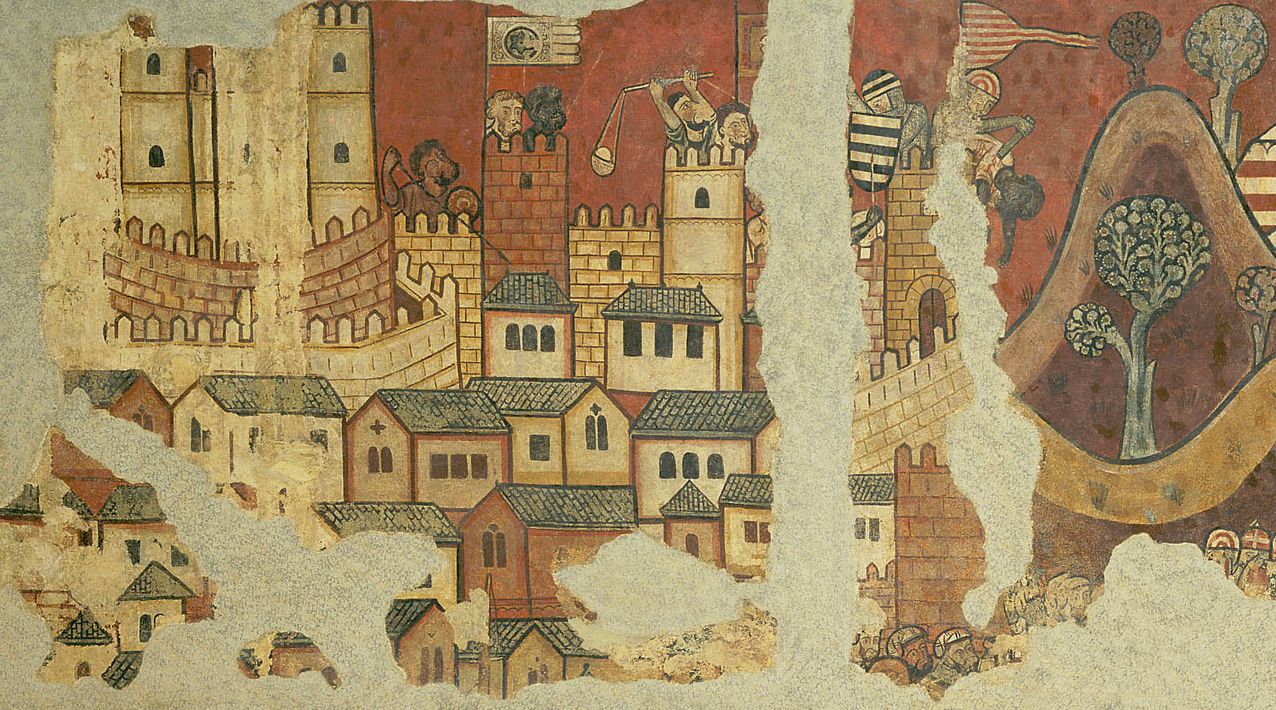
Ville de Madina Mayurka assiégée par Jacques d'Aragon, peinture contemporaine du siège.

Ibn Amira (Alzira, 1186 - Tunis , 1251) est un historien, poète et juriste andalou de la période almohade. Il est l'auteur d'une Histoire de Majorque, le « Tarij Mayurqa » où il raconte la conquête de l'île par le roi Jacques Ier d'Aragon.
Le texte d'Ibn Amira atteste l'utilisation d'un parler berbère parallèlement à l'arabe andalou au sein de la population de l'île.